# Палімпсест Архімеда
Палімпсест Архімеда — пергаментний рукописний палімпсест, найдавніший з відомих нам манускриптів Архімеда. 2 з 7 трактатів, що містяться в книзі, можна знайти лише в цьому унікальному документі. Палімпсест — найважливіший ресурс, з якого дізнаємося про діаграми, які Архімед малював на піску в Сіракузах. Нині манускрипт міститься в Художньому музеї Волтерса у Балтіморі, США, куди його помістив анонімний збирач антикваріату, попередньо викупивши книгу на аукціоні за 2 млн доларів.

## Історія палімпсесту Архімеда
Палеографія дозволяє нам встановити приблизний час, коли той чи інший давній манускрипт був написаний. Палімпсест Архімеда був найвірогідніше написаний в Константинополі у десятому столітті, адже нам не відоме жодне інше місто, де б систематизовано займалися копіюванням та збереженням наукових (математичних) текстів античності. Константинополь же був одним з тих місць, де зберігалася традиція копіювання та збереження давніх манускриптів від Античності до Середньовіччя.
Переписуванню манускрипту Архімеда саме в Константинополі сприяв один із найвидатніших вчених того часу — математик на ім'я Лео (Leo the mathematical, Leo the Geometer). Лео був беззаперечним поліматом, займаючись як науковою, так і практичною діяльністю. Зокрема він побудував 5 пожежних станцій на кордоні Візантійської імперії, через які сигнали могли доходити до столиці менше ніж через годину. Імператор збудував школу під керівництвом Лео, яка об'єднувала відомих вчених того часу. Про цю школу відомо небагато, однак вона точно була відомим тогочасним навчальним та дослідницьким центром. Два з відомих манускриптів Архімеда того часу містять посвяти Лео. Саме тому, вчені вважають, що відомий математик стояв за переписами текстів античного вченого в той період часу.
Константинополь ІХ-Х ст. перебув у розквіті своєї величі, будучи відмінним місцем для переписування та збереження античних наукових пам'яток та робіт. Однак все змінилося після падіння міста після осади військ Хрестоносців у 1204 р.
В певний час після цих подій переписані праці Архімеда використали за основу для створення палімпсесту молитовника. Молитовник цей безперечно зробили вже не в Константинополі, а в Єрусалимі — ми знаємо це тому, що молитви, розміщені в ньому характерні саме для обряду Єрусалимської Церкви того часу. Як саме писання Архімеда потрапили до Єрусалиму достеменно невідомо, проте очевидно, що між двома містами в той час існував тісний транспортний та торговельний зв'язок.
В 2002 році професор інституту Курто Лондонського університету Джон Лоуден за допомогою ультрафіолетового випромінювання зумів розпізнати колофон на нижній частині першого аркуша манускрипту, що містив дату — 13 квітня, 1229. Це безперечно дата, коли був дописаний молитовник. Політична ситуація в Єрусалимі того часу була нестабільною, тобто за таких обставин запаси пергаменту могли бути досить вичерпними. Цим пояснюється те, що молитовник написали поверх ранішнього тексту.
Манускрипт зберігся у вигляді молитовника допоки в 1899 році греко-російський історик та візантолог Афанасій Іванович Пападопуло-Керамевс створив каталог з манускриптів, котрі належали до грецького патріархату в Єрусалимі, але зберігалися в Метосі у Константинополі. Книга з трактатами Архімеда має номер 355 в цьому каталозі й одна з деталей, яку не можна знайти ніде, крім як у каталозі Керамевса — це те, що книга містила напис з XVI ст., що вказував на її приналежність до монастиря святого Савваса, який був визнаним інтелектуальним та духовним центром особливо в перші століття нашої ери.
Як манускрипт опинився в монастиреві, точно не відомо, однак беззаперечно те, що він знаходився він там в XVI — XVIII століттях, і був знову перевезений до Константинопільського Метосу до 1840 року, адже в 1840х дослідник Біблії, теолог Костянтин Тішендорф відвідав Метохіон й описав свої враження від поїздки в замітках «Подорожі на Схід» 1846 року. Він зазначив, що нічого особливого цікавого в своїй поїздці він не побачив, окрім палімпсесту, що містив «деяку математику». Стовідсотково, Тішендорф дуже зацікавився манускриптом, адже пізніше він продав один листок книги Кембриджському університету. Розпізнав цей листок саме як палімпсест Архімеда Нігель Вільсон лише в 1968 р.
Тішендорф, безумовно не міг здогадуватися, що палімпсест містив праці Архімеда. Так само як і Пападопуло-Керамевс, який, одначе, переписав декілька рядків з тексту, що знаходився «під» молитовником. Ці декілька рядків привернули увагу Йохана Людвіга Гейберга, авторитетного знавця та дослідника наукової діяльності Архімеда. Гейберг впізнав в цих рядках Архімедовий трактат «Сфера і Циліндр». Розуміючи, що він має справу з досі не відомим манускриптом Архімеда, вчений відвідав Метохіон в 1906 році й з'ясував, що книга містила 7 трактатів Архімеда, зокрема унікальні й незнанні ніде більше в світі «Стомахіон», «Метод» та «Плавучі тіла» грецькою.
Гейберг зробив знімки манускрипту і використав їх для праці над новим виданням повного зібрання творів Архімеда, яке публікував у 1910—1915 роках.
Відомо, що палімпсест Архімеда вивезли з Метохіону після того, як Гейберг працював над ним в 1908 році. Переддень того, як він був проданий на аукціоні в Нью-Йорку 1998 року Грецький Парламент разом з Грецькою Церквою відправили ноту протесту проти продажі книги, заявивши, що її з Константинополя вивезли незаконним шляхом. Позив не був вдалим і продаж таки відбувся. Розслідування, що проводили стосовно цього процесу показало, що манускрипт перебував у власності французьких приватних колекціонерів як мінімум з 1960х. Сім'я ж, якій до того належала книга запевняє, що та перебувала в їхніх руках аж з 1920х. Нюанси достеменно не відомі, проте очевидно те, що з часів дослідження Гейберга манускрипт зазнав деяких, досить значних пошкоджень.

### Палімпсест містить пошкодження 3-х видів
1. Відсутні деякі сторінки. Найбільш важливі саме ті сторінки, що містили твори Архімеда. Відомо, що вони були там, адже ми маємо фотографії Гейберга. Що ж з ними сталося — невідомо, вони просто зникли.
2. Книга дуже сильно постраждала від плісняви. Як результат — відсутні цілі частини тексту, порівняно з фотографіями, зробленими Гейбергом.
3. Чотири зображення євангелістів додали до книги поверх тексту молитви, а отже й Архімедових «нижчих» писань. Як встановив Джон Лоуден, ці зображення додали вже після 1929 року, адже їх скопіювали з публікації видання «Грецькі манускрипти національної бібліотеки», що вийшла того року.

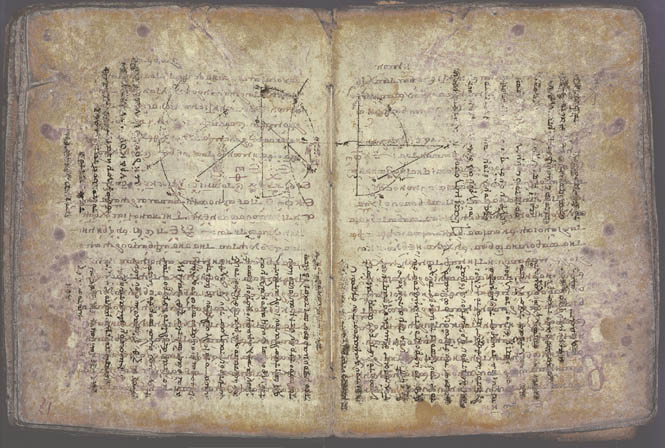
Сторінка з Архімедового Палімпсесту

Від 1999 року книга знаходиться у Волтерському музеї мистецтв, куди її помістили для обговорення та подальшого вивчення. З того часу дослідження палімпсесту не припиняються.